# Back for Another Taste
Back for Another Taste è il settimo album in studio dei Helix, uscito nel 1990 per l'Etichetta discografica Capitol Records.

## Tracce
1. The Storm (Hackman, Vollmer) 4:28
2. Running Wild in the 21st Century (Hackman, Vollmer) 3:51
3. That's Life (Hackman, Vollmer) 3:41
4. Breakdown (Hackman, Vollmer) 5:27
5. Heavy Metal Cowboys (Hackman, Vollmer) 3:02
6. Back for Another Taste (Hackman, Vollmer) 3:58
7. Rockin' Rollercoaster (Hackman, Vollmer) 3:20
8. Midnight Express (Ribler, Vollmer) 4:06
9. Good to the Last Drop (Ribler, Vollmer) 4:28
10. Give It to You (Hackman, Vollmer) 4:06
11. Wheels of Thunder (Hackman, Vollmer) 4:21

## Formazione
- Brian Vollmer - vocals
- Paul Hackman - chitarra
- Daryl Gray - basso
- Greg Hinz - batteria